# Sao Mộc nóng

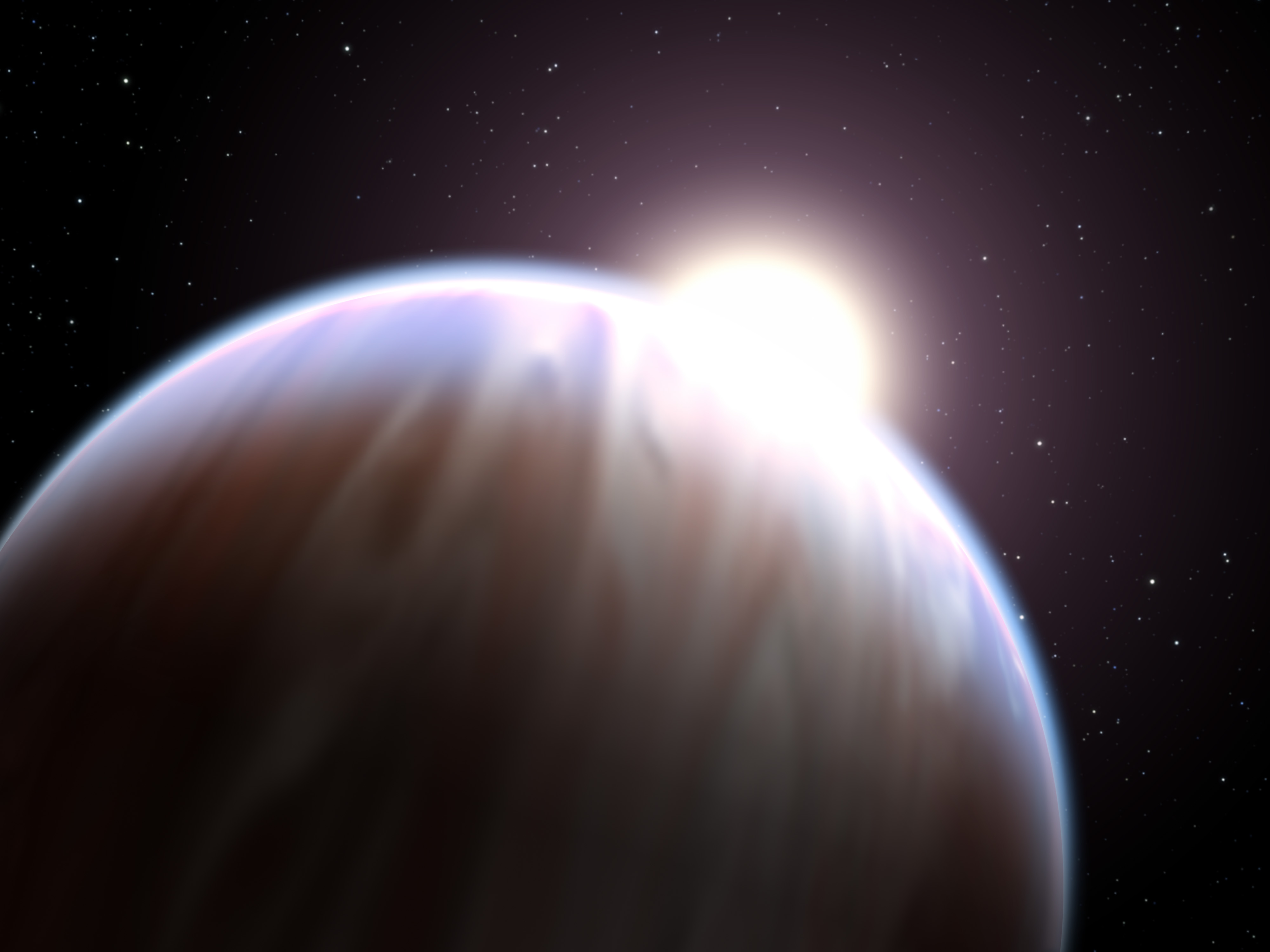
Minh họa của họa sĩ về một Sao Mộc nóng

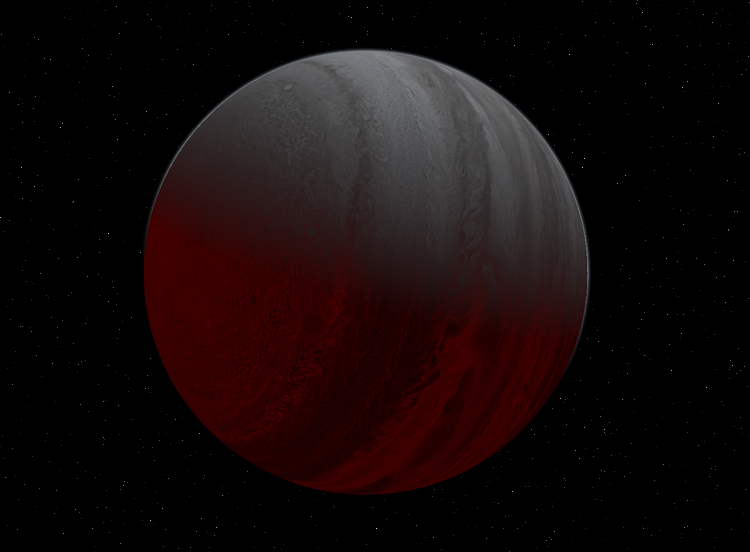
Minh họa của họa sĩ về HD 188753 Ab, một Sao Mộc nóng

Sao Mộc nóng (tiếng Anh: hot-Jupiter) là một loại hành tinh khí khổng lồ ngoài hệ Mặt Trời mà về mặt vật lý thì tương tự như Sao Mộc nhưng lại có chu kỳ quỹ đạo rất ngắn (P<10 ngày). Khoảng cách gần từ chúng tới ngôi sao chủ và nhiệt độ bề mặt-bầu khí quyển cao khiến chúng được đặt tên là "Sao Mộc nóng".
Sao Mộc nóng là những hành tinh ngoài Hệ Mặt Trời dễ phát hiện nhất bằng phương pháp vận tốc xuyên tâm, bởi vì sự dao động mà chúng gây ra cho chuyển động của sao chủ của chúng thì tương đối lớn và nhanh so với của những loài hành tinh khác đã biết. Một trong những Sao Mộc nóng nổi tiếng nhất là 51 Pegasi b. Được phát hiện năm 1995, nó là hành tinh ngoài Hệ Mặt Trời đầu tiên được phát hiện có quỹ đạo quanh một ngôi sao giống mặt trời. 51 Pegasi b có chu kỳ quỹ đạo khoảng 4 ngày.

## Hình thành và phát triển
Có hai trường tư tưởng chung về nguồn gốc của Sao Mộc nóng: hình thành ở một khoảng cách sau đó di chuyển vào trong và hình thành tại chỗ ở khoảng cách hiện chúng được quan sát thấy. Quan điểm phổ biến hiện nay là cái di chuyển vào trong.

### Mất bầu khí quyển
Nếu bầu khí quyển của một Sao Mộc nóng bị tước đi thông qua quá trình thoát thủy động lực học, lõi của nó có thể trở thành một hành tinh chthonia. Số lượng khí bị lấy đi từ các lớp ngoài cùng thì phụ thuộc vào kích cỡ của hành tinh, loại khí hình thành nên lớp vỏ, khoảng cách quỹ đạo từ ngôi sao, và độ sáng của ngôi sao. Trong một hệ thông thường, ngôi sao khí khổng lồ có quỹ đạo ở khoảng cách 0,02 AU so với ngôi sao chủ sẽ mất 5–7% khối lượng trong suốt vòng đời của nó, nhưng nếu nó có quỹ đạo ở gần hơn 0,015 AU thì tức là sẽ xảy ra hiện tượng bốc hơi ở một tỉ lệ khối lượng hành tinh lớn hơn đáng kể. Tuy vậy vẫn chưa tìm thấy thiên thể nào như vậy và đó vẫn chỉ là giả thuyết.

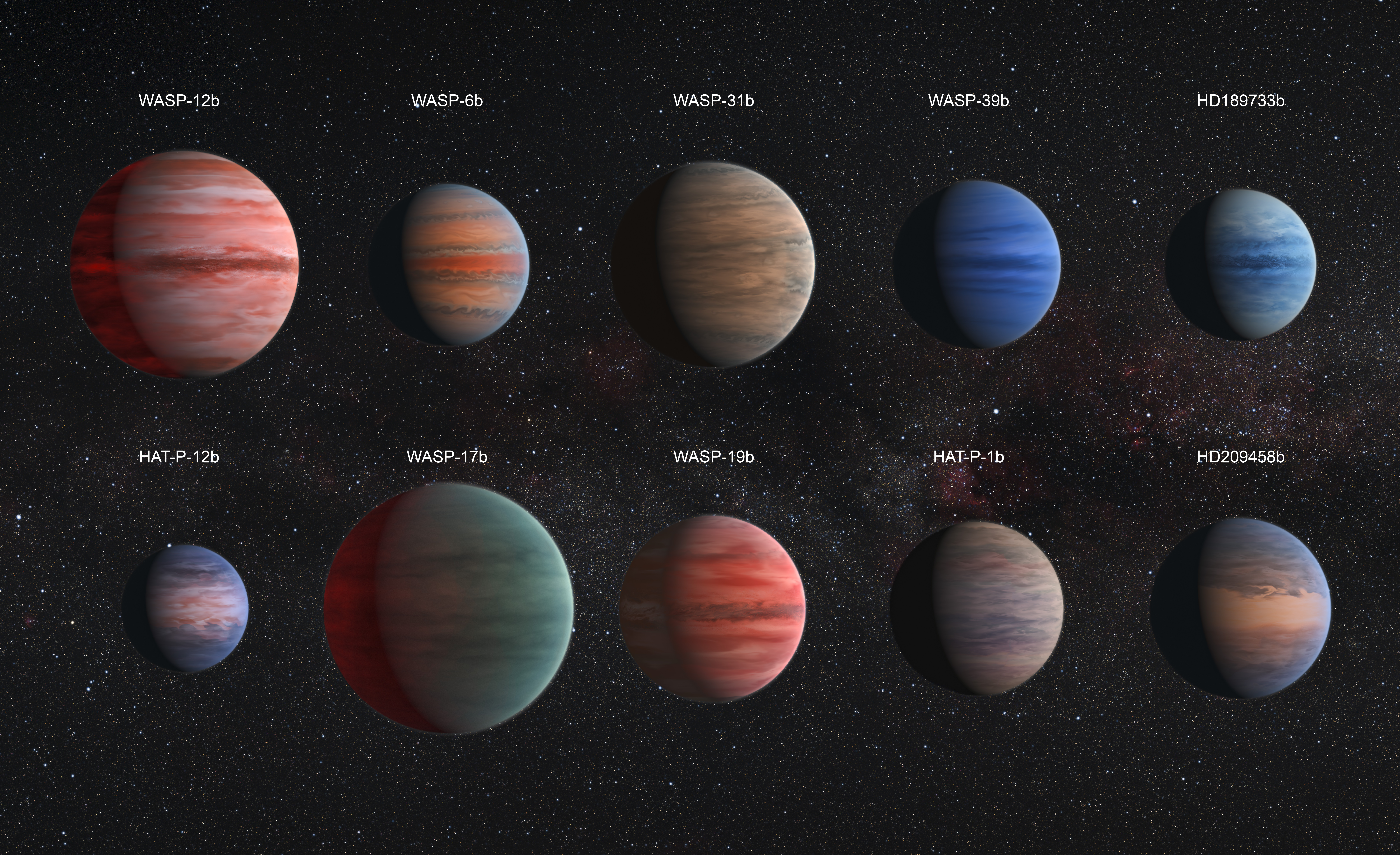
So sánh các hành tinh ngoài hệ Mặt Trời "Sao Mộc nóng" (hình vẽ).
Từ trên cùng bên trái đến dưới cùng bên phải: WASP-12b, WASP-6b, WASP-31b, WASP-39b, HD 189733b, HAT-P-12b, WASP-17b, WASP-19b, HAT-P-1b và HD 209458b.